# Sedentarisme
Sedentarisme of sendentarisering, van het Latijn: sedere, zitten, is een levenswijze die wordt bepaald door het verblijf op dezelfde plaats. Dit in tegenstelling tot de nomadische levenswijze waarbij wordt rondgetrokken. Een belangrijke golf van sedentarisme vond tijdens het neolithicum plaats. Tijdens deze neolithische revolutie werd langzaam overgegaan van jagerssamenlevingen en horticulturele samenlevingen naar een agrarische samenleving.
Sedentarisme komt ook bij dieren voor als ze op een bepaalde plaats blijven leven. Zo zijn standvogels en standvlinders sedentair, in tegenstelling tot bijvoorbeeld trekvogels. Bij sommige diersoorten komt zowel sedentarisme als migratie voor, bijvoorbeeld bij ooievaars. Bij dieren die niet van hun plek kunnen komen, omdat ze aan de ondergrond vast zitten, is sprake van sessiliteit.